# Peter de Ramsay
Peter de Ramsay est un prélat écossais mort en 1256. Il est évêque d'Aberdeen de 1247 à sa mort.